# Lumen gentium
Lumen gentium, Dogmatická konstituce o církvi, je jedním z hlavních dokumentů Druhého vatikánského koncilu. Tuto dogmatickou konstituci vyhlásil papež Pavel VI. 21. listopadu 1964 po schválení shromážděnými biskupy poměrem hlasů 2 151 ku 5. Jak je u významných dokumentů římskokatolické církve zvykem, je známá pod svým incipitem „Lumen gentium“, což česky znamená „Světlo národů“ a název pochází z prvních slov konstituce: „Kristus je světlo národů.“ Pro tuto konstituci se používá zkratka LG.
Konstituce má osvětlit věřícím i dalším lidem podstatu církve a její univerzální poslání. Hlavním zájmem konstituce je zřetelněji zdůraznit Krista jako střed církve. Jasně biblickým jazykem a s důrazným odvoláním na teologii církevních otců zdůrazňuje římskokatolická církev svůj charakter mystického těla Kristova a „putujícího lidu Božího“ a zejména se vyhýbá úzkému zaměření na pouhý institucionální charakter církve. 
Osm kapitol dokumentu lze tematicky spojit: první a druhá kapitola pojednávají o podstatě a historické existenci církve, třetí a čtvrtá kapitola o různých rolích v církvi, pátá a šestá kapitola o svatosti a řeholním životě a sedmá a osmá kapitola o svatých a Panně Marii.

## Historie vzniku
První návrh konstituce vypracovala přípravná komise De doctrina fidei et morum („O věcech nauky a mravů“), která byla přidělena Svatému officiu a v jejímž čele stál prefekt kardinál Alfredo Ottaviani. Tento návrh nebyl ani tak systematickou prezentací římskokatolického chápání církve, jako spíše volným sledem jednotlivých problémů, z nichž mnohé byly v průběhu další práce přeneseny do jednotlivých dekretů, jako např. dekret o pastoračním úkolu biskupů, o řeholním životě, laickém apoštolátu, misijní činnosti a ekumenismu.
Na základě tohoto návrhu teologické přípravné komise bylo koncilní schéma projednáváno a intenzivně revidováno během prvních tří zasedání (1962–1964). Při závěrečném hlasování 21. listopadu 1964 se nakonec 2151 hlasů vyslovilo pro a 5 proti a konstituce byla oficiálně vyhlášena.
Na druhém zasedání koncem roku 1963 koncil „uvážlivě“ rozhodl (čl. 54) uctívat Pannu Marii v rámci této církevní konstituce – a nikoliv, jak bylo původně zamýšleno, v samostatném koncilním dokumentu, pro který peritus Karlo Balić OFM (1899–1977) a další připravili návrh „De beata Maria virgine“. Toto rozhodnutí však bylo velmi kontroverzní a padlo velmi těsným poměrem hlasů 1114 ku 1074, neboť menšina se obávala, že Mariin význam bude marginalizován. Pavel VI. však její význam zdůraznil tím, že v den závěrečného hlasování prohlásil Marii za Mater Ecclesiae, Matku církve.
Aby se vyhovělo menšinové skupině koncilních otců, kteří viděli ohrožení papežské autority, byly také vydány dva dodatky. 

## StrukturaLumen gentium
Čísla odpovídají oddílům uvedeným v textu v závorkách.
1. Tajemství církve (1–8)
2. Boží lid (9–17)
3. Hierarchické uspořádání církve a zejména episkopát (18–29)
4. Laici (30–38)
5. Povolání všech ke svatosti v církvi (39–42)
6. Řeholníci a řeholnice (43–47)
7. Eschatologický charakter poutní církve a její spojení s nebeskou církví (48–51)
8. Blahoslavená Panna Maria, Matka Boží, v tajemství Krista a církve (52–69)
  1. Předmluva (52–54)
  2. Panna Maria v ekonomii spásy (55–59)
  3. Blahoslavená Panna a církev (60–65)
  4. Kult Panny Marie v církvi (66–67)
  5. Maria, znamení jisté naděje a útěchy pro putující Boží lid (68–69)

### Dodatky
Ke konstituci jsou připojena dvě kratší oznámení: 
Prohlášení o závaznosti dogmatické konstituce
Koncil definuje „pouze to, co sám jasně prohlašuje za závazné učení víry a mravů pro církev“. Vše ostatní má být přijímáno a zachováváno jako učení nejvyššího magisteria církve a vykládáno v souladu s „obecnými, všeobecně uznávanými“ zásadami teologického výkladu „vyplývajícími z předmětu, kterým se zabývá, nebo ze způsobu, jakým je vyjádřen“. 
Vysvětlující předmluva ke třetí kapitole konstituce
„Kolegium“ biskupů neznamená okruh sobě rovných, kteří například přenášejí svou autoritu na svého předsedu, ale pevný okruh, jehož struktura a autorita mají být převzaty ze zjevení. Členem kolegia se člověk stává na základě biskupského svěcení a prostřednictvím hierarchického společenství s hlavou a členy kolegia. K uvolnění pravomocí je však třeba přidat kanonické určení hierarchickou autoritou.
Kolegium jako „nositel nejvyšší a plné moci nad celou církví“ je vždy chápáno společně se svou hlavou. Nerozlišuje se tedy mezi papežem na jedné straně a celkem biskupů na straně druhé, ale mezi papežem samotným a papežem spolu s biskupy.
Jako hlava kolegia může papež sám vykonávat některé úkony, k nimž biskupové nejsou nijak oprávněni, jako je svolávání a předsedání kolegiu, schvalování směrnic pro postup apod. Tuto pravomoc může vykonávat kdykoli, jak uzná za vhodné. Tuto pravomoc může vykonávat kdykoli, jak uzná za vhodné, zatímco kolegium jedná pouze příležitostně v rámci (přísně vzato) kolegiálního aktu, a to nikoli bez souhlasu hlavy.

## Hlavní myšlenky
Tato dogmatická konstituce, která se v podstatě zamýšlí nad konstitucí a povahou církve, potvrzuje různé ekleziologické pravdy. Zdůrazňovala například, že „jediná Kristova církev jako společnost ustavená a organizovaná ve světě existuje (subsistit in) v katolické církvi.“ Zdůrazňovala také, že „církev je svátostí Kristovou a nástrojem sjednocení člověka s Bohem a jednoty celého lidského rodu“. K dosažení tohoto základního poslání církve je podle dokumentu nutné dát katolíkům „ucelenější ‚církevní vědomí‘, aby bylo možné ocenit i vztahy s jinými náboženstvími“ (křesťanskými i nekřesťanskými) a s moderním světem. Za tímto účelem dokument zaměřil „svou pozornost na: primát biblické metody; společné kněžství celého ‚Božího lidu‘; prorockou, kněžskou a královskou funkci každého pokřtěného; biskupskou kolegialitu; poslání služby církve, které musí být obráceno k celému lidstvu“.
Zařazení tématu církve jako „Božího lidu“ (název druhé kapitoly, hned po kapitole o tajemství církve a před kapitolou o hierarchii) bylo výsledkem dlouhé diskuse koncilních otců a je považováno za jeden z hlavních důkazů toho, že II. vatikánský koncil chtěl navrhnout nové směřování katolické církve v souladu s přáním, které vyjádřil papež Jan XXIII. při svolání koncilu.

## Hlavní důsledky
Od té doby byla církev vnímána nejen jako hierarchická instituce, ale také jako společenství křesťanů rozptýlených po celém světě a tvořících mystické tělo Kristovo. V důsledku toho byla částečně změněna ústava a „struktury církve a byl vytvořen prostor pro větší účast a apoštolát laiků, včetně žen, v církevním životě“. Koncil také objasnil rovnou důstojnost všech katolíků (duchovních i laiků). I tak však zůstala zachována struktura římské kurie, která stále umožňuje vysoce centralizovanou církevní správu v rukou papeže.
Konstituce o církvi je veřejností méně uznávaná než například konstituce o liturgii (Sacrosanctum Concilium). Přesto je velmi důležitá pro sebepochopení katolické církve a zejména pro ekumenický dialog. 

## Problémy a kontroverze

### Ekleziologie
Kongregace pro nauku víry naposledy potvrdila 29. června 2007 v řadě Responsa ad quaestiones, že koncil nauku církve nezměnil, ale rozvinul. Když se v čl. 8 říká, že církev vyznání víry „subsistit in (subsistuje v)“ katolické církvi pod vedením Petrova nástupce – namísto „est“ v předchozí verzi návrhu – neznamená to zmírnění, ale spíše rozšíření zásady, že katolická církev je plně totožná s Kristovým založením, i když s nedostatky v univerzalitě. Církve reformace by tedy musely být označovány jako „církevní společenství“, nikoliv jako církve v plném slova smyslu. Tento názor Kongregace pro nauku víry je však kontroverzní i mezi římskokatolickými koncilovými odborníky. 
Odpor mimo katolickou církev, ale i v jejích vlastních řadách vyvolala část, kde se uvádí:„ Proto by nemohli být spaseni ti lidé, kteří vědí, že Bůh prostřednictvím Ježíše Krista založil církev jako nezbytnou ke spáse, a přesto by nechtěli do ní vstoupit anebo v ní vytrvat“ (č. 14).

### Kněžství
Mezi valorizací a definicí biskupů na jedné straně a valorizací laiků ve všeobecném kněžství na straně druhé zůstává role a identita kněží nedostatečně definována. Nicméně „pokoncilní krize“ se rozvinula zejména jako krize obklopující život a službu kněží. 